# Sadriddin Abdullaev
Sadriddin Abdullaev (sinh ngày 11 tháng 6 năm 1986 ở Uzbek SSR, Liên Xô) là một cầu thủ bóng đá người Uzbekistan hiện tại thi đấu cho T-Team F.C..

## Sự nghiệp câu lạc bộ
Abdullaev khởi đầu sự nghiệp chơi bóng tại Pakhtakor Tashkent. Ngày 25 tháng 7 năm 2009, anh chuyển đi theo dạng cho mượn to Changchun Yatai. Anh chơi 9 trận và ghi 2 bàn thắng ở mùa giải 2009. Sau khi hợp đồng với Changchun hết hạn, anh trở lại Uzbekistan và gia nhập Lokomotiv Tashkent năm 2010.
Cuối tháng 11 năm 2014 anh ký một bản hợp đồng với T-Team, câu lạc bộ thi đấu ở Giải bóng đá ngoại hạng Malaysia.

## Sự nghiệp quốc tế
Abdullaev có màn ra mắt cho Uzbekistan trong Vòng loại giải vô địch bóng đá thế giới 2010 trước Ả Rập Xê Út trong thất bại 0–4 ngày 22 tháng 6 năm 2008.

## Danh hiệu

### Câu lạc bộ
Pakhtakor
- Giải bóng đá vô địch quốc gia Uzbekistan (3): 2005, 2006, 2007
- Á quân Giải bóng đá vô địch quốc gia Uzbekistan (1): 2008
- Cúp bóng đá Uzbekistan (3): 2005, 2006, 2007
- CIS Cup (1): 2007

Lokomotiv
- Á quân Giải bóng đá vô địch quốc gia Uzbekistan (2): 2013, 2014
- Cúp bóng đá Uzbekistan (1): 2014